# Liga Dominicana de Fútbol
La Liga Dominicana de Fútbol és la màxima competició de la República Dominicana de futbol. És la competició continuadora del Campionat de la República Dominicana de futbol i la Liga Mayor Dominicana de Fútbol. És la primera lliga professional del país, començada el març de 2015. Per patrocini és coneguda LDF Banco Popular.

## Equips
| Equip                  | Ciutat                   | Estadi (capacitat)                        | Fundació |
| ---------------------- | ------------------------ | ----------------------------------------- | -------- |
| Cibao FC               | Santiago                 | Estadi Cibao FC (10.000)                  | 2014     |
| Barcelona Atlético     | Santo Domingo Este       | Estadi Olímpic Félix Sánchez (27.000)     | 1989     |
| Jarabacoa FC           | Jarabacoa                | Estadi Olímpic (La Vega)                  | 2017     |
| Moca FC                | Moca                     | Estadi Complejo Deportivo Moca 86 (2.000) | 1971     |
| Atlántico FC           | Puerto Plata             | Estadi Leonel Plácido (2.000)             | 2014     |
| Atlético San Cristóbal | San Cristóbal            | Estadi Panamericano (3.000)               | 2014     |
| Delfines Del Este      | La Romana                | Estadi Municipal La Romana (1,200)        | 2014     |
| O&M FC                 | Santo Domingo            | Estadi Olímpic Félix Sánchez (27.000)     | 2010     |
| Atlético Pantoja       | Santo Domingo            | Estadi Olímpic Félix Sánchez (27.000)     | 2000     |
| Atlético Vega Real     | La Vega                  | Estadi Olímpic (La Vega) (7.000)          | 2014     |
| Inter RD               | Monte Plata              | Complejo deportivo de Bayaguana (1,800)   |          |
| Atlético San Francisco | San Francisco de Macoris | Estadi Julián Javier (12.000)             | 2017     |

### Antics equips
| Equip     | Ciutat        | Estadi (capacitat)                    | Temporades |
| --------- | ------------- | ------------------------------------- | ---------- |
| Bauger FC | Santo Domingo | Estadi Olímpic Félix Sánchez (27.000) | 2015-2017  |

## La Serie Mundial moderna
miniatura|Los Boston Americans de 1903, primer campeón de la Serie Mundial de la era moderna.
| Año  | Ganador | Liga | Juegos | Perdedor | Liga | Juegos | MVP |
| ---- | --- | --- | --- | --- | --- | --- | --- |
| 1903 | Boston Red Sox | AL | 5 | Pittsburgh Pirates                                                                                                | NL | 3 | Otorgado desde 1955                                                                                               |
| 1904 | Cancelada debido al boicot del presidente de New York Giants (NL) frente a Boston Red Sox (AL) - (no hubo serie). | Cancelada debido al boicot del presidente de New York Giants (NL) frente a Boston Red Sox (AL) - (no hubo serie). | Cancelada debido al boicot del presidente de New York Giants (NL) frente a Boston Red Sox (AL) - (no hubo serie). | Cancelada debido al boicot del presidente de New York Giants (NL) frente a Boston Red Sox (AL) - (no hubo serie). | Cancelada debido al boicot del presidente de New York Giants (NL) frente a Boston Red Sox (AL) - (no hubo serie). | Cancelada debido al boicot del presidente de New York Giants (NL) frente a Boston Red Sox (AL) - (no hubo serie). | Cancelada debido al boicot del presidente de New York Giants (NL) frente a Boston Red Sox (AL) - (no hubo serie). |
| 1905 | New York Giants                                                                                                   | NL | 4 | Philadelphia Athletics                                                                                            | AL | 1 | --- |
| 1906 | Chicago White Sox                                                                                                 | AL | 4 | Chicago Cubs | NL | 2 | --- |
| 1907 | Chicago Cubs | NL | 4 | Detroit Tigers | AL | 0 * | --- |
| 1908 | Chicago Cubs | NL | 4 | Detroit Tigers | AL | 1 | --- |
| 1909 | Pittsburgh Pirates                                                                                                | NL | 4 | Detroit Tigers | AL | 3 | --- |
| 1910 | Philadelphia Athletics                                                                                            | AL | 4 | Chicago Cubs | NL | 1 | --- |
| 1911 | Philadelphia Athletics                                                                                            | AL | 4 | New York Giants                                                                                                   | NL | 2 | --- |
| 1912 | Boston Red Sox | AL | 4 | New York Giants                                                                                                   | NL | 3 * | --- |
| 1913 | Philadelphia Athletics                                                                                            | AL | 4 | New York Giants                                                                                                   | NL | 1 | --- |
| 1914 | Boston Braves | NL | 4 | Philadelphia Athletics                                                                                            | AL | 0 | --- |
| 1915 | Boston Red Sox | AL | 4 | Philadelphia Phillies                                                                                             | NL | 1 | --- |
| 1916 | Boston Red Sox | AL | 4 | Brooklyn Robins                                                                                                   | NL | 1 | --- |
| 1917 | Chicago White Sox                                                                                                 | AL | 4 | New York Giants                                                                                                   | NL | 2 | --- |
| 1918 | Boston Red Sox | AL | 4 | Chicago Cubs | NL | 2 | ---- |
| 1919 | Cincinnati Reds                                                                                                   | NL | 5 | Chicago White Sox                                                                                                 | AL | 3 | --- |
| 1920 | Cleveland Guardians                                                                                               | AL | 5 | Brooklyn Robins                                                                                                   | NL | 2 | --- |
| 1921 | New York Giants                                                                                                   | NL | 5 | New York Yankees                                                                                                  | AL | 3 | --- |
| 1922 | New York Giants                                                                                                   | NL | 4 | New York Yankees                                                                                                  | AL | 0 * | --- |
| 1923 | New York Yankees                                                                                                  | AL | 4 | New York Giants                                                                                                   | NL | 2 | --- |
| 1924 | Washington Senators                                                                                               | AL | 4 | New York Giants                                                                                                   | NL | 3 | --- |
| 1925 | Pittsburgh Pirates                                                                                                | NL | 4 | Washington Senators                                                                                               | AL | 3 | ---- |
| 1926 | St. Louis Cardinals                                                                                               | NL | 4 | New York Yankees                                                                                                  | AL | 3 | --- |
| 1927 | New York Yankees                                                                                                  | AL | 4 | Pittsburgh Pirates                                                                                                | NL | 0 | --- |
| 1928 | Washington senators                                                                                               | AL | 4 | Detroit tigers | NL | 0 | --- |
| 1929 | Philadelphia Athletics                                                                                            | AL | 4 | Chicago Cubs | NL | 1 | --- |
| 1930 | Philadelphia Athletics                                                                                            | AL | 4 | St. Louis Cardinals                                                                                               | NL | 2 | --- |
| 1931 | St. Louis Cardinals                                                                                               | NL | 4 | Philadelphia Athletics                                                                                            | AL | 3 | --- |
| 1932 | New York Yankees                                                                                                  | AL | 4 | Chicago Cubs | NL | 0 | --- |
| 1933 | New York Giants                                                                                                   | NL | 4 | Washington Senators                                                                                               | AL | 1 | ---- |
| 1934 | St. Louis Cardinals                                                                                               | NL | 4 | Detroit Tigers | AL | 3 | --- |
| 1935 | Detroit Tigers | AL | 4 | Chicago Cubs | NL | 2 | --- |
| 1936 | New York Yankees                                                                                                  | AL | 4 | New York Giants                                                                                                   | NL | 2 | --- |
| 1937 | Baltimore oriols                                                                                                  | AL | 4 | New York Giants                                                                                                   | NL | 1 | --- |
| 1938 | Baltimore oriols                                                                                                  | AL | 4 | Chicago Cubs | NL | 0 | --- |
| 1939 | New York Yankees                                                                                                  | AL | 4 | Cincinnati Reds                                                                                                   | NL | 0 | --- |
| 1940 | Cincinnati Reds                                                                                                   | NL | 4 | Detroit Tigers | AL | 3 | --- |
| 1941 | New York Yankees                                                                                                  | AL | 4 | Brooklyn Dodgers                                                                                                  | NL | 1 | --- |
| 1942 | St. Louis Cardinals                                                                                               | NL | 4 | Baltimore oriols                                                                                                  | AL | 1 | --- |
| 1943 | Detroit tigers | AL | 4 | St. Louis Cardinals                                                                                               | NL | 1 | --- |
| 1944 | St. Louis Cardinals                                                                                               | NL | 4 | St. Louis Browns                                                                                                  | AL | 2 | --- |
| 1945 | Detroit Tigers | AL | 4 | Chicago Cubs | NL | 3 | --- |
| 1946 | St. Louis Cardinals                                                                                               | NL | 4 | Boston Red Sox | AL | 3 | --- |
| 1947 | Oakland athletics                                                                                                 | AL | 4 | Brooklyn Dodgers                                                                                                  | NL | 3 | --- |
| 1948 | Cleveland Guardians                                                                                               | AL | 4 | Boston Braves | NL | 2 | --- |
| 1949 | New York Yankees                                                                                                  | AL | 4 | Brooklyn Dodgers                                                                                                  | NL | 1 | --- |
| 1950 | Philadelphia phillies                                                                                             | AL | 4 | Baltimore oriols                                                                                                  | NL | 0 | --- |
| 1951 | New York Yankees                                                                                                  | AL | 4 | New York Giants                                                                                                   | NL | 2 | --- |
| 1952 | Boston red sox | AL | 4 | Brooklyn Dodgers                                                                                                  | NL | 3 | --- |
| 1953 | Detroit tigers | AL | 4 | Brooklyn Dodgers                                                                                                  | NL | 2 | --- |
| 1954 | New York Giants                                                                                                   | NL | 4 | Cleveland Guardians                                                                                               | AL | 0 | --- |
| 1955 | Brooklyn Dodgers                                                                                                  | NL | 4 | New York Yankees                                                                                                  | AL | 3 | Johnny Podres |
| 1956 | New York Yankees                                                                                                  | AL | 4 | Brooklyn Dodgers                                                                                                  | NL | 3 | Don Larsen |
| 1957 | Milwaukee Braves                                                                                                  | NL | 4 | New York Yankees                                                                                                  | AL | 3 | Lew Burdette |
| 1958 | Boston red sox | AL | 4 | Milwaukee Braves                                                                                                  | NL | 3 | Bob Turley |
| 1959 | Los Angeles Dodgers                                                                                               | NL | 4 | Chicago White Sox                                                                                                 | AL | 2 | Larry Sherry |
| 1960 | Pittsburgh Pirates                                                                                                | NL | 4 | New York Yankees                                                                                                  | AL | 3 | Bobby Richardson (New York)                                                                                       |
| 1961 | Cincinnati Reds                                                                                                   | AL | 4 | New york yankees                                                                                                  | NL | 1 | Whitey Ford |
| 1962 | New York Yankees                                                                                                  | AL | 4 | San Francisco Giants                                                                                              | NL | 3 | Ralph Terry |
| 1963 | Los Angeles Dodgers                                                                                               | NL | 4 | New York Yankees                                                                                                  | AL | 0 | Sandy Koufax |
| 1964 | St. Louis Cardinals                                                                                               | NL | 4 | New York Yankees                                                                                                  | AL | 3 | Bob Gibson |
| 1965 | Los Angeles Dodgers                                                                                               | NL | 4 | Minnesota Twins                                                                                                   | AL | 3 | Sandy Koufax |
| 1966 | Baltimore Orioles                                                                                                 | AL | 4 | Los Angeles Dodgers                                                                                               | NL | 0 | Frank Robinson |
| 1967 | St. Louis Cardinals                                                                                               | NL | 4 | Boston Red Sox | AL | 3 | Bob Gibson |
| 1968 | Detroit Tigers | AL | 4 | St. Louis Cardinals                                                                                               | NL | 3 | Mickey Lolich |
| 1969 | New York Mets | NL | 4 | Baltimore Orioles                                                                                                 | AL | 1 | Donn Clendenon |
| 1970 | Baltimore Orioles                                                                                                 | AL | 4 | Cincinnati Reds                                                                                                   | NL | 1 | Brooks Robinson                                                                                                   |
| 1971 | Pittsburgh Pirates                                                                                                | NL | 4 | Baltimore Orioles                                                                                                 | AL | 3 | Roberto Clemente                                                                                                  |
| 1972 | Oakland Athletics                                                                                                 | AL | 4 | Cincinnati Reds                                                                                                   | NL | 3 | Gene Tenace |
| 1973 | Oakland Athletics                                                                                                 | AL | 4 | New York Mets | NL | 3 | Reggie Jackson |
| 1974 | Oakland Athletics                                                                                                 | AL | 4 | Los Angeles Dodgers                                                                                               | NL | 1 | Rollie Fingers |
| 1975 | Cincinnati Reds                                                                                                   | NL | 4 | Boston Red Sox | AL | 3 | Pete Rose |
| 1976 | Cincinnati Reds                                                                                                   | NL | 4 | New York Yankees                                                                                                  | AL | 0 | Johnny Bench |
| 1977 | Minesota twins | AL | 4 | Los Angeles Dodgers                                                                                               | NL | 2 | Reggie Jackson |
| 1978 | Kansas city royals                                                                                                | AL | 4 | Los Angeles Dodgers                                                                                               | NL | 2 | Bucky Dent |
| 1979 | Pittsburgh Pirates                                                                                                | NL | 4 | Baltimore Orioles                                                                                                 | AL | 3 | Willie Stargell                                                                                                   |
| 1980 | Philadelphia Phillies                                                                                             | NL | 4 | Kansas City Royals                                                                                                | AL | 2 | Mike Schmidt |
| 1981 | Los Angeles Dodgers                                                                                               | NL | 4 | New York Yankees                                                                                                  | AL | 2 | Ron Cey, Pedro Guerrero y Steve Yeager                                                                            |
| 1982 | St. Louis Cardinals                                                                                               | NL | 4 | Milwaukee Brewers                                                                                                 | AL | 3 | Darrell Porter |
| 1983 | Baltimore Orioles                                                                                                 | AL | 4 | Philadelphia Phillies                                                                                             | NL | 1 | Rick Dempsey |
| 1984 | Detroit Tigers | AL | 4 | San Diego Padres                                                                                                  | NL | 1 | Alan Trammell |
| 1985 | Kansas City Royals                                                                                                | AL | 4 | St. Louis Cardinals                                                                                               | NL | 3 | Bret Saberhagen                                                                                                   |
| 1986 | New York Mets | NL | 4 | Boston Red Sox | AL | 3 | Ray Knight |
| 1987 | Minnesota Twins                                                                                                   | AL | 4 | St. Louis Cardinals                                                                                               | NL | 3 | Frank Viola |
| 1988 | Los Angeles Dodgers                                                                                               | NL | 4 | Oakland Athletics                                                                                                 | AL | 1 | Orel Hershiser |
| 1989 | Oakland Athletics                                                                                                 | AL | 4 | San Francisco Giants                                                                                              | NL | 0 | Dave Stewart |
| 1990 | Cincinnati Reds                                                                                                   | NL | 4 | Oakland Athletics                                                                                                 | AL | 0 | José Rijo |
| 1991 | Minnesota Twins                                                                                                   | AL | 4 | Atlanta Braves | NL | 3 | Jack Morris |
| 1992 | Toronto Blue Jays                                                                                                 | AL | 4 | Atlanta Braves | NL | 2 | Pat Borders |
| 1993 | Toronto Blue Jays                                                                                                 | AL | 4 | Philadelphia Phillies                                                                                             | NL | 2 | Paul Molitor |
| 1994 | Cancelada debido a la huelga de peloteros (12 de agosto de 1994 al 2 de abril de 1995)                            | Cancelada debido a la huelga de peloteros (12 de agosto de 1994 al 2 de abril de 1995)                            | Cancelada debido a la huelga de peloteros (12 de agosto de 1994 al 2 de abril de 1995)                            | Cancelada debido a la huelga de peloteros (12 de agosto de 1994 al 2 de abril de 1995)                            | Cancelada debido a la huelga de peloteros (12 de agosto de 1994 al 2 de abril de 1995)                            | Cancelada debido a la huelga de peloteros (12 de agosto de 1994 al 2 de abril de 1995)                            | Cancelada debido a la huelga de peloteros (12 de agosto de 1994 al 2 de abril de 1995)                            |
| 1995 | Atlanta Braves | NL | 4 | Cleveland Guardians                                                                                               | AL | 2 | Tom Glavine |
| 1996 | Atlanta Braves | AL | 4 | Boston red sox | NL | 2 | John Wetteland |
| 1997 | Miami Marlins ◊                                                                                                   | NL | 4 | Cleveland Guardians                                                                                               | AL | 3 | Liván Hernández                                                                                                   |
| 1998 | Sab diego padres                                                                                                  | AL | 4 | Boston red sox | NL | 0 | Scott Brosius |
| 1999 | Atlanta braves | AL | 4 | Boston red sox | NL | 0 | Mariano Rivera |
| 2000 | New York mets | AL | 4 | Cleveland Guardians                                                                                               | NL | 1 | Derek Jeter |
| 2001 | Arizona Diamondbacks                                                                                              | NL | 4 | New York Yankees                                                                                                  | AL | 3 | Randy Johnson y Curt Schilling                                                                                    |
| 2002 | Los Angeles Angels ◊                                                                                              | AL | 4 | San Francisco Giants ◊                                                                                            | NL | 3 | Troy Glaus |
| 2003 | Miami Marlins ◊                                                                                                   | NL | 4 | New York Yankees                                                                                                  | AL | 2 | Josh Beckett |
| 2004 | Boston Red Sox ◊                                                                                                  | AL | 4 | St. Louis Cardinals                                                                                               | NL | 0 | Manny Ramírez |
| 2005 | Chicago White Sox                                                                                                 | AL | 4 | Houston Astros ◊                                                                                                  | NL | 0 | Jermaine Dye |
| 2006 | St. Louis Cardinals                                                                                               | NL | 4 | Detroit Tigers ◊                                                                                                  | AL | 1 | David Eckstein |
| 2007 | Boston Red Sox | AL | 4 | Colorado Rockies ◊                                                                                                | NL | 0 | Mike Lowell |
| 2008 | Philadelphia Phillies                                                                                             | NL | 4 | Tampa Bay Rays | AL | 1 | Cole Hamels |
| 2009 | New York Yankees                                                                                                  | AL | 4 | Philadelphia Phillies                                                                                             | NL | 2 | Hideki Matsui |
| 2010 | San Francisco Giants                                                                                              | NL | 4 | Texas Rangers | AL | 1 | Edgar Renteria |
| 2011 | St. Louis Cardinals ◊                                                                                             | NL | 4 | Texas Rangers | AL | 3 | David Freese |
| 2012 | San Francisco Giants                                                                                              | NL | 4 | Detroit Tigers | AL | 0 | Pablo Sandoval |
| 2013 | Boston Red Sox | AL | 4 | St. Louis Cardinals                                                                                               | NL | 2 | David Ortiz |
| 2014 | San Francisco Giants ◊                                                                                            | NL | 4 | Kansas City Royals ◊                                                                                              | AL | 3 | Madison Bumgarner                                                                                                 |
| 2015 | Kansas City Royals                                                                                                | AL | 4 | New York Mets | NL | 1 | Salvador Pérez |
| 2016 | Chicago Cubs | NL | 4 | Cleveland Guardians                                                                                               | AL | 3 | Ben Zobrist |
| 2017 | Houston Astros | AL | 4 | Los Angeles Dodgers                                                                                               | NL | 3 | George Springer                                                                                                   |
| 2018 | Boston Red Sox | AL | 4 | Los Angeles Dodgers                                                                                               | NL | 1 | Steve Pearce |
| 2019 | Washington Nationals ◊                                                                                            | NL | 4 | Houston Astros | AL | 3 | Stephen Strasburg                                                                                                 |
| 2020 | Los Angeles Dodgers                                                                                               | NL | 4 | Tampa Bay Rays | AL | 2 | Corey Seager |
| 2021 | Atlanta Braves | NL | 4 | Houston Astros | AL | 2 | Jorge Soler |
| 2022 | Houston Astros | AL | 4 | Philadelphia Phillies                                                                                             | NL | 2 | Jeremy Peña |
| 2023 | Texas Rangers ◊                                                                                                   | AL | 4 | Arizona Diamondbacks                                                                                              | NL | 1 | Corey Seager |
| 2024 | Los Angeles Dodgers                                                                                               | NL | 4 | New York Yankees                                                                                                  | AL | 1 | Freddie Freeman                                                                                                   |

* indica un juego terminado en empate.

◊ indica equipo Wild card (desde 1995).